# Smučanje prostega sloga na Zimskih olimpijskih igrah 2010 - ženski kros
Smučanje prostega sloga na Zimskih olimpijskih igrah 2010 - ženski kros, tekmovanje je potekalo 23. februarja 2010.

## Rezultati

### Kvalifikacije
| Poz | Št | Tekmovalka               | Država              | Čas     |
| --- | -- | ------------------------ | ------------------- | ------- |
| 1   | 11 | Anna Holmlund            | Švedska             | 1:17,15 |
| 2   | 16 | Ashleigh McIvor          | Kanada              | 1:17,17 |
| 3   | 6  | Fanny Smith              | Švica               | 1:17,38 |
| 4   | 7  | Kelsey Serwa             | Kanada              | 1:17,94 |
| 5   | 28 | Hedda Berntsen           | Norveška            | 1:17,96 |
| 6   | 5  | Ophélie David            | Francija            | 1:18,14 |
| 7   | 20 | Anna Wörner              | Nemčija             | 1:18,45 |
| 8   | 1  | Karin Huttary            | Avstrija            | 1:18,84 |
| 9   | 12 | Katrin Müller            | Švica               | 1:18,92 |
| 10  | 10 | Danielle Poleschuk       | Kanada              | 1:19,02 |
| 11  | 19 | Magdalena Iljans         | Švedska             | 1:19,05 |
| 12  | 4  | Marte Hoeie Gjefsen      | Norveška            | 1:19,30 |
| 13  | 13 | Marion Josserand         | Francija            | 1:19,42 |
| 14  | 14 | Julia Murray             | Kanada              | 1:19,54 |
| 15  | 25 | Jenny Owens              | Avstralija          | 1:19,80 |
| 16  | 8  | Saša Farič               | Slovenija           | 1:20,01 |
| 17  | 27 | Katya Crema              | Avstralija          | 1:20,19 |
| 18  | 29 | Julie Jensen             | Norveška            | 1:20,23 |
| 19  | 23 | Heidi Zacher             | Nemčija             | 1:20,35 |
| 20  | 17 | Sophie Fjellvang-Sølling | Danska              | 1:20,41 |
| 21  | 26 | Noriko Fukušima          | Japonska            | 1:20,56 |
| 22  | 21 | Katrin Ofner             | Avstrija            | 1:20,61 |
| 23  | 18 | Andrea Limbacher         | Avstrija            | 1:20,86 |
| 24  | 2  | Julia Manhard            | Nemčija             | 1:21,10 |
| 25  | 9  | Katharina Gutensohn      | Avstrija            | 1:21,26 |
| 26  | 32 | Karolina Riemen          | Poljska             | 1:21,36 |
| 27  | 15 | Gro Kvinlog              | Norveška            | 1:21,93 |
| 28  | 31 | Chloe Georges            | Francija            | 1:22,03 |
| 29  | 22 | Franziska Steffen        | Švica               | 1:22,32 |
| 30  | 24 | Michelle Greig           | Nova Zelandija      | 1:22,52 |
| 31  | 33 | Rocío Delgado            | Španija             | 1:22,67 |
| 32  | 30 | Julija Livinskaja        | Rusija              | 1:22,83 |
| 33  | 35 | Ruxandra Nedelcu         | Romunija            | 1:23,04 |
| 34  | 34 | Sarah Sauvey             | Združeno kraljestvo | 1:24,52 |
| 35  | 3  | Sanna Luedi              | Švica               | 1:32,87 |

### Zaključni boji

#### Osmina finala
| Poz | Št | Tekmovalka       | Država    |
| --- | -- | ---------------- | --------- |
| 1   | 1  | Anna Holmlund    | Švedska   |
| 2   | 16 | Saša Farič       | Slovenija |
| 3   | 24 | Julia Manhard    | Nemčija   |
| 4   | 32 | Yulia Livinskaya | Rusija    |

| Poz | Št | Tekmovalka          | Država     |
| --- | -- | ------------------- | ---------- |
| 1   | 8  | Karin Huttary       | Avstrija   |
| 2   | 17 | Katya Crema         | Avstralija |
| 3   | 25 | Katharina Gutensohn | Avstrija   |
| 4   | 9  | Katrin Müller       | Švica      |

| Poz | Št | Tekmovalka       | Država   |
| --- | -- | ---------------- | -------- |
| 1   | 6  | Ophélie David    | Francija |
| 2   | 11 | Magdalena Iljans | Švedska  |
| 3   | 27 | Gro Kvinlog      | Norveška |
| 4   | 19 | Heidi Zacher     | Nemčija  |

| Poz | Št | Tekmovalka        | Država   |
| --- | -- | ----------------- | -------- |
| 1   | 4  | Kelsey Serwa      | Kanada   |
| 2   | 13 | Marion Josserand  | Francija |
| 3   | 21 | Noriko Fukušima   | Japonska |
| 4   | 29 | Franziska Steffen | Švica    |

| Poz | Št | Tekmovalka     | Država         |
| --- | -- | -------------- | -------------- |
| 1   | 3  | Fanny Smith    | Švica          |
| 2   | 14 | Julia Murray   | Kanada         |
| 3   | 22 | Katrin Ofner   | Avstrija       |
| 4   | 30 | Michelle Greig | Nova Zelandija |

| Poz | Št | Tekmovalka               | Država   |
| --- | -- | ------------------------ | -------- |
| 1   | 5  | Hedda Berntsen           | Norveška |
| 2   | 12 | Marte Hoeie Gjefsen      | Norveška |
| 3   | 20 | Sophie Fjellvang-Sølling | Danska   |
| 4   | 28 | Chloe Georges            | Francija |

| Poz | Št | Tekmovalka         | Država   |
| --- | -- | ------------------ | -------- |
| 1   | 18 | Julie Jensen       | Norveška |
| 2   | 26 | Karolina Riemen    | Poljska  |
| 3   | 10 | Danielle Poleschuk | Kanada   |
| 4   | 7  | Anna Wörner        | Nemčija  |

| Poz | Št | Tekmovalka       | Država     |
| --- | -- | ---------------- | ---------- |
| 1   | 2  | Ashleigh McIvor  | Kanada     |
| 2   | 15 | Jenny Owens      | Avstralija |
| 3   | 31 | Rocío Delgado    | Španija    |
| 4   | 23 | Andrea Limbacher | Avstrija   |

#### Četrtfinale
| Poz | Št | Tekmovalka    | Država     |
| --- | -- | ------------- | ---------- |
| 1   | 8  | Karin Huttary | Avstrija   |
| 2   | 1  | Anna Holmlund | Švedska    |
| 3   | 17 | Katya Crema   | Avstralija |
| 4   | 16 | Saša Farič    | Slovenija  |

| Poz | Št | Tekmovalka       | Država   |
| --- | -- | ---------------- | -------- |
| 1   | 4  | Kelsey Serwa     | Kanada   |
| 2   | 13 | Marion Josserand | Francija |
| 3   | 11 | Magdalena Iljans | Švedska  |
| 4   | 6  | Ophélie David    | Francija |

| Poz | Št | Tekmovalka          | Država   |
| --- | -- | ------------------- | -------- |
| 1   | 5  | Hedda Berntsen      | Norveška |
| 2   | 3  | Fanny Smith         | Švica    |
| 3   | 12 | Marte Hoeie Gjefsen | Norveška |
| 4   | 14 | Julia Murray        | Kanada   |

| Poz | Št | Tekmovalka      | Država     |
| --- | -- | --------------- | ---------- |
| 1   | 2  | Ashleigh McIvor | Kanada     |
| 2   | 18 | Julie Jensen    | Norveška   |
| 3   | 15 | Jenny Owens     | Avstralija |
| 4   | 26 | Karolina Riemen | Poljska    |

#### Polfinale
| Poz | Št | Tekmovalka       | Država   |
| --- | -- | ---------------- | -------- |
| 1   | 8  | Karin Huttary    | Avstrija |
| 2   | 13 | Marion Josserand | Francija |
| 3   | 4  | Kelsey Serwa     | Kanada   |
| 4   | 1  | Anna Holmlund    | Švedska  |

| Poz | Št | Tekmovalka      | Država   |
| --- | -- | --------------- | -------- |
| 1   | 5  | Hedda Berntsen  | Norveška |
| 2   | 2  | Ashleigh McIvor | Kanada   |
| 3   | 3  | Fanny Smith     | Švica    |
| 4   | 18 | Julie Jensen    | Norveška |

#### Finale
Mali finale
| Poz | Št | Tekmovalka    | Država   |
| --- | -- | ------------- | -------- |
| 5   | 4  | Kelsey Serwa  | Kanada   |
| 6   | 1  | Anna Holmlund | Švedska  |
| 7   | 3  | Fanny Smith   | Švica    |
| 8   | 18 | Julie Jensen  | Norveška |

Finale
| Poz | Št | Tekmovalka       | Država   |
| --- | -- | ---------------- | -------- |
| 1   | 2  | Ashleigh McIvor  | Kanada   |
| 2   | 5  | Hedda Berntsen   | Norveška |
| 3   | 13 | Marion Josserand | Francija |
| 4   | 8  | Karin Huttary    | Avstrija |